# Џегер (модна кућа)
Џегер је модна кућа и познати модни бренд који је присутан у пет европских земаља. Целокупна делатност је лоцирана у Крагујевцу, граду у централној Србији.